# 南方叛徒
在美國歷史中，「南方叛徒」（英語：scalawag，有時拼作：或）是在南北戰爭結束後的重建時期，南方白人中支持聯邦政府重建政策與改革努力者的貶稱。與「提包客」一詞相似，「南方叛徒」具有強烈的政治與地域色彩，並長期在南方黨派爭論中作為侮辱性用語。
在戰後的美國政治環境中，1860至1870年代的南方民主黨人對這群人尤為憎恨，視其為背叛南方傳統與維護白人至上制度的叛徒。對批評者而言，「南方叛徒」的立場不僅違背了南方長期以來以奴隸制為核心的社會秩序，也代表與北方共和黨人及非裔群體的政治結盟。這種敵意源於南方社會在戰後面臨的劇變，奴隸制度的廢除與新政治秩序的建立，挑戰了舊有權力結構，使得支持重建的白人成為攻擊的焦點。
在南北戰爭之前，多數被稱為「南方叛徒」的人反對南方各州脫離聯邦和建立美利堅邦聯。他們的政治理念傾向維護聯邦統一，並在戰後接受甚至推動重建措施，如保障非裔美國人的公民權與參政權。儘管如此，「南方叛徒」一詞在當時帶有強烈貶義，被廣泛用於抹黑這些人的動機與人格。在後世的歷史研究中，該詞常用作對重建時期南方白人共和黨人的描述，然而，由於它源自黨派鬥爭與社會偏見，一些歷史學者選擇摒棄這個稱呼，以避免再現當時的貶抑語境。